# روباه پرنده لیل
روباه پرنده لیل (نام علمی: Pteropus lylei) نام یک گونه از سرده روباه پرنده است.